# 波韦涅茨
波韦涅茨（羅馬化：Povenets）是俄罗斯卡累利阿共和国的市级镇，属梅德韦日耶戈尔斯克区，位于奥涅加湖畔，在区行政中心梅德韦日耶戈尔斯克东南、共和国首府彼得罗扎沃茨克东北方。
该地2021年人口有1,711人；2010年人口2,209；2002年人口2,608；1989年人口4,208。